# Bulevar Aparicio Saravia
Bulevar Aparicio Saravia es una calle de Montevideo, capital de Uruguay. Atraviesa la ciudad desde el barrio Colón hasta Punta de Rieles.
Su nombre se debe al célebre caudillo uruguayo Aparicio Saravia (1856-1904), último de los grandes caudillos militares de la historia nacional.

## Características
El Bulevar Aparicio Saravia tiene una longitud de 13,4 kilómetros, el mismo nace en el barrio de Colón, sobre la calle Dr. Valentín Álvarez y se extiende hasta Punta de Rieles, donde finaliza en la intersección con la calle Leonardo Da Vinci, siendo la calle Perseo la continuación de Aparicio Saravia. 